# Liebe in Blechdosen
Der schwedische Kinderfilm Liebe in Blechdosen (Originaltitel: Den bästa sommaren) ist eine Tragikomödie. Die schwedische Uraufführung war am 3. März 2000. Der internationale englische Verleihtitel lautet A Summer Tale.

## Handlung
Die beiden Waisenkinder Mårten und Annika fahren im Jahre 1958 in den Sommerferien zum Bestattungsunternehmer Yngve Johansson, bei dem alles nach festen Zeiten gehen muss. Als erstes legen die Kinder daher seine große Standuhr lahm, denn schließlich sind Ferien. Und auch sonst bringen sie so einiges in seinem Leben durcheinander.
Mårten und Annika werden von den engstirnigen Dorfbewohnern sehr kritisch betrachtet. Dadurch kommen sich die beiden untereinander umso schneller näher. Die Kinder merken, dass Yngve Johansson im Grunde ein lieber und schüchterner Mensch ist, dem es ähnlich wie ihnen ergeht, daher wollen sie ihm helfen, und schaffen es schließlich, dass er mit der Lehrerin Frau Svanström zusammenkommt. Und auch die zarte Beziehung zwischen Mårten und Annika wird immer tiefer. So beschließen sie, ihre Liebe für ewig zu zeigen, in dem sie sich ihren Namen gegenseitig in den Arm tätowieren. Diese Verhalten missfällt der Jugendbehörde und sie verlangt, dass die Kinder sofort getrennt werden und zurück zu ihren Pflegeeltern kommen.
Die Kinder reißen aus und drohen, als sie gefunden werden, gemeinsam von einem Hausdach zu springen. Johansson kann sie jedoch überreden, es nicht zu tun. Wieder auf dem Boden will die Jugendbehörde die Kinder verhaften und trennen. Erst im allerletzten Moment fasst sich Johansson ein Herz, und verhindert, dass die Kinder abtransportiert werden. Er will Frau Svanström heiraten, und gemeinsam wollen sie die Kinder adoptieren.

## Personen
Mårten ist ein ängstlicher Junge. Er leidet sehr darunter, dass seine Mutter gestorben ist. Er verarbeitet dies, indem er ihr Briefe schreibt, in denen er ihr von seinen Erlebnissen erzählt. Mårten ist sehr schlau und arbeitet hart an sich. Er möchte Anwalt werden, um die Welt zu verbessern. Durch die Zusammenkunft mit Annika wird er mutiger und erfährt seine erste Liebe.
Annika hat Schwierigkeiten in der Schule, worunter sie sehr leidet. Sie ist sehr mutig und möchte sich von niemanden etwas vorschreiben lassen. Annika sehnt sich nach Zärtlichkeit, daher möchte sie später eine Nutte werden, weil sie dafür keine besonderen Noten braucht, und für Geld auch noch umarmt wird. Annika lernt durch die Liebe zu Mårten, dass man sich auch anderen Menschen anpassen muss.
Yngve Johansson legt großen Wert auf Ordnung und Disziplin. Alles muss bei ihm nach festen Regeln gehen. Die Strenge dient ihm nur als Schutz, um niemanden zu nah an sich heran zu lassen. Er ist sehr zurückhaltend und traut sich nicht, seine Meinung zu sagen. Durch die Liebe zu den Kindern reift auch er in seinem Verhalten und traut sich schließlich zu seiner Meinung zu stehen.

## Hintergrund
Der Film zeigt laut der HAWK Hochschule für angewandte Wissenschaft und Kunst Hildesheim/Holzminden/Göttingen die komplizierte Beziehung zwischen Kindern und Erwachsenen. Mårten und Annika decken nach und nach die Widersprüchlichkeit im Verhalten der Erwachsenen auf. Sie lernen, Rollen zu spielen und entwickeln dadurch Selbstvertrauen, das sie ironischerweise sogar dem Erwachsenen Johansson weitergeben. Die wachsende Sozialkompetenz ersetzt immer mehr das kindliche Schicksalsdenken wie bei den titelgebenden Zauber-Blechdosen.

## Kritiken
„Ulf Malmros ist eine wunderbar leichte, zarte Kinokomödie gelungen, die die ganze Skurrilität in den kleinen und großen Dingen des Lebens mit viel Menschenliebe spiegelt. Dass es gerade die Kinder sind, die auf ihre unmittelbare vorurteilsfreie Art die Gefühle von Johannsson wieder ordnen können, macht den Film zu einem Kinderfilm für Kinder und Erwachsene gleichermaßen. Und Kjell Bergqvist ist als Johannson ein herrlicher Walter Matthau des Nordens.“

  www.tvtv.de 

## Auszeichnungen
Im Jahr 2000 erhielt Liebe in Blechdosen zwei deutsche Filmpreise; die LUCAS Auszeichnung sowie den Kinderfilmpreis bei den nordischen Filmtagen in Lübeck. Ulf Malmros bekam für Den bästa sommaren zudem den niederländischen Cinekid Filmpreis sowie den finnischen Olulu Preis.
Es folgen 2001 der schwedische Guldbagge-Preis für Kjell Bergqvist als bester Schauspieler. Ulf Malmros erhielt für Den bästa sommaren zudem den Zuschauerpreis beim norwegischen Kinder-Film-Festival in Kristiansand.